# گونه پرچم

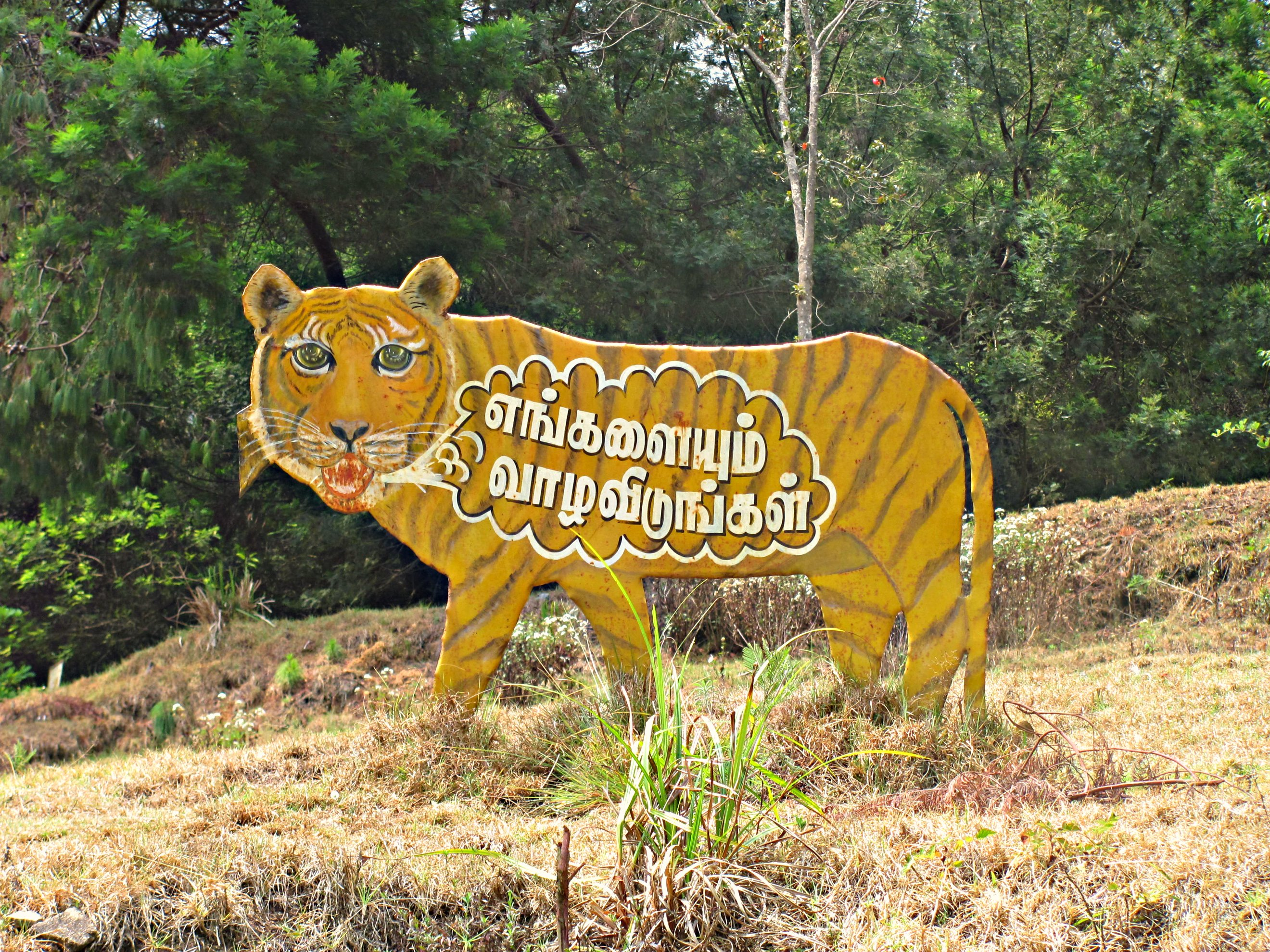
ببر به عنوان گونه پرچم برای کمپین در تامیل نادو، هند

در زیست‌شناسی حفاظت، گونه پرچم (به انگلیسی: Flagship species) به گونه‌ای گفته می‌شود که برای افزایش پشتیبانی از حفاظت تنوع زیستی در یک مکان یا بافت اجتماعی معین انتخاب می‌شود. تعریف آن متفاوت بوده‌است، اما آنها تمایل دارند بر اهداف راهبردی و ماهیت اجتماعی-اقتصادی این مفهوم تمرکز کنند تا از بازاریابی یک تلاش حفاظتی پشتیبانی کنند. این گونه باید محبوب باشد، به عنوان نماد عمل کند، و مردم را برای ارائه پول یا پشتیبانی تحریک کند.

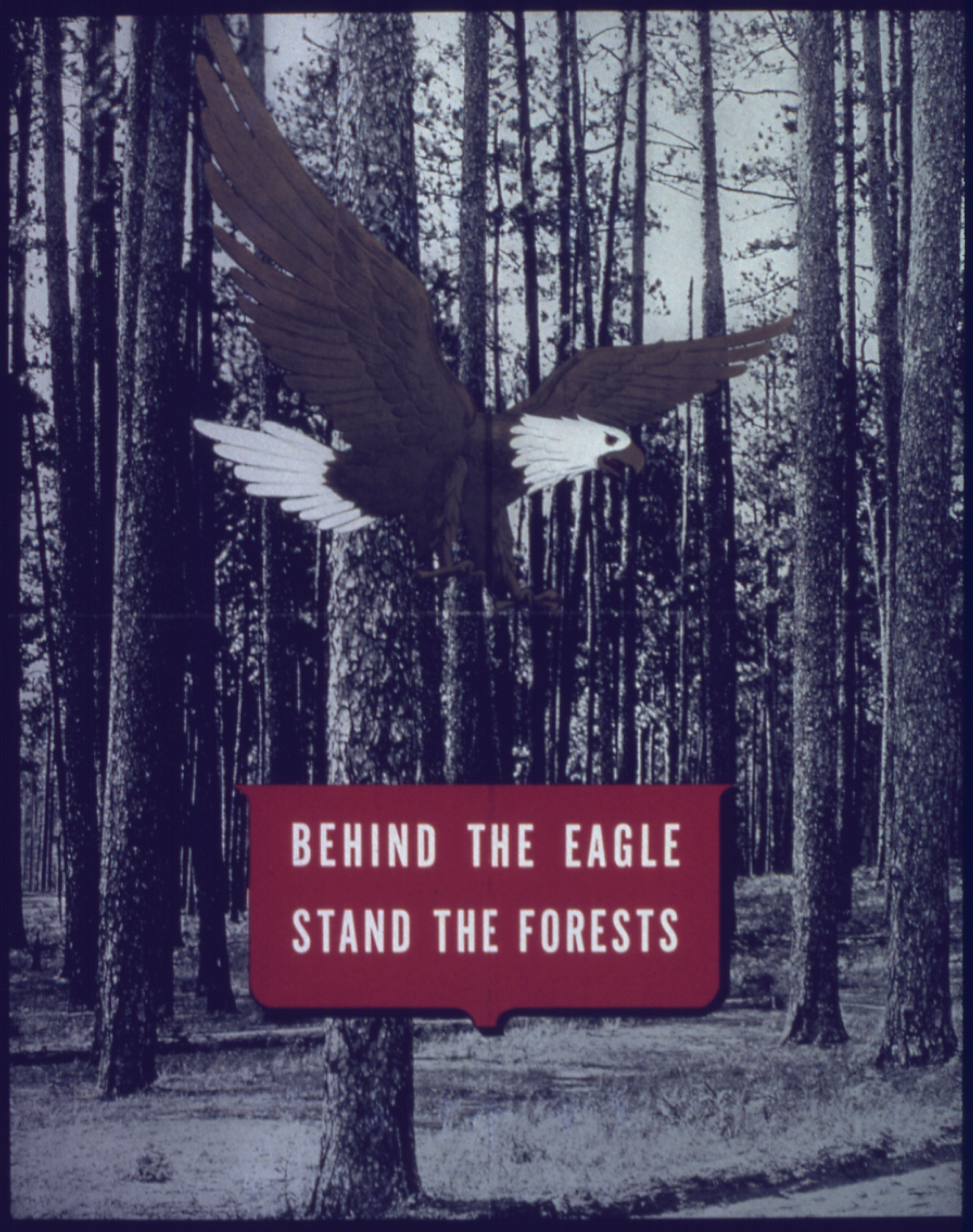
عقاب سرسفید به عنوان گونه پرچم برای جنگل‌های ایالات متحده